# Daanosaurus zhangi
Daanosaurus zhangi (“lagarto de Daano de Fucheng Zhang”) es la única especie conocida del género extinto  Daanosaurus de dinosaurio saurópodo braquiosáurido, que vivió a finales del período Jurásico, hace aproximadamente 156 millones de años, en el Oxfordiense, en lo que hoy es Asia. Daanosaurus está basado en el esqueleto de un ejemplar juvenil y se calcula que llegaba a medir 18 metros de largo en la edad adulta, 9 m de alto y un peso de 30 toneladas. Era muy parecido a Bellusaurus, pero esto puede ser porque ambos son conocidos por esqueletos de ejemplares juveniles. Los restos de Daanasaurus fueron encontrados en Zigong, en la provincia de Sichuan, en China. La descripción fue hecha en el 2005 y se basa en el cráneo y material postcranial incluyendo las vértebras y elementos de los miembros. Es un nuevo integrante de la familia Brachiosauridae. Debido a su parecido con Bellusaurus, es considerado por muchos un Eusauropoda.